# Phare de Tablas
Le phare de Tablas est un phare situé sur l'île Tablas, territoire de la municipalité de San Agustin, de la province de Romblon aux Philippines. 
Ce phare géré par le Maritime Safety Services Command (MSSC), service de la Garde côtière des Philippines (Philippine Coast Guard).

## Description
Le phare est une tour cylindrique blanche de 19 m, avec galerie et lanterne, érigée en 1930 sur un promontoire à l'extrémité nord-est de Tablas, qui est la plus grande île de la province de Romblon. Les bâtiments techniques et d'habitation sont en ruine.
Il émet, à une hauteur focale de 65 m, un groupe de trois éclats blancs toutes les 15 secondes. Sa portée est n'est pas connue.
Identifiant : ARLHS : PHI-026 ; PCG-.... - Amirauté : F2529 - NGA : 14568 .

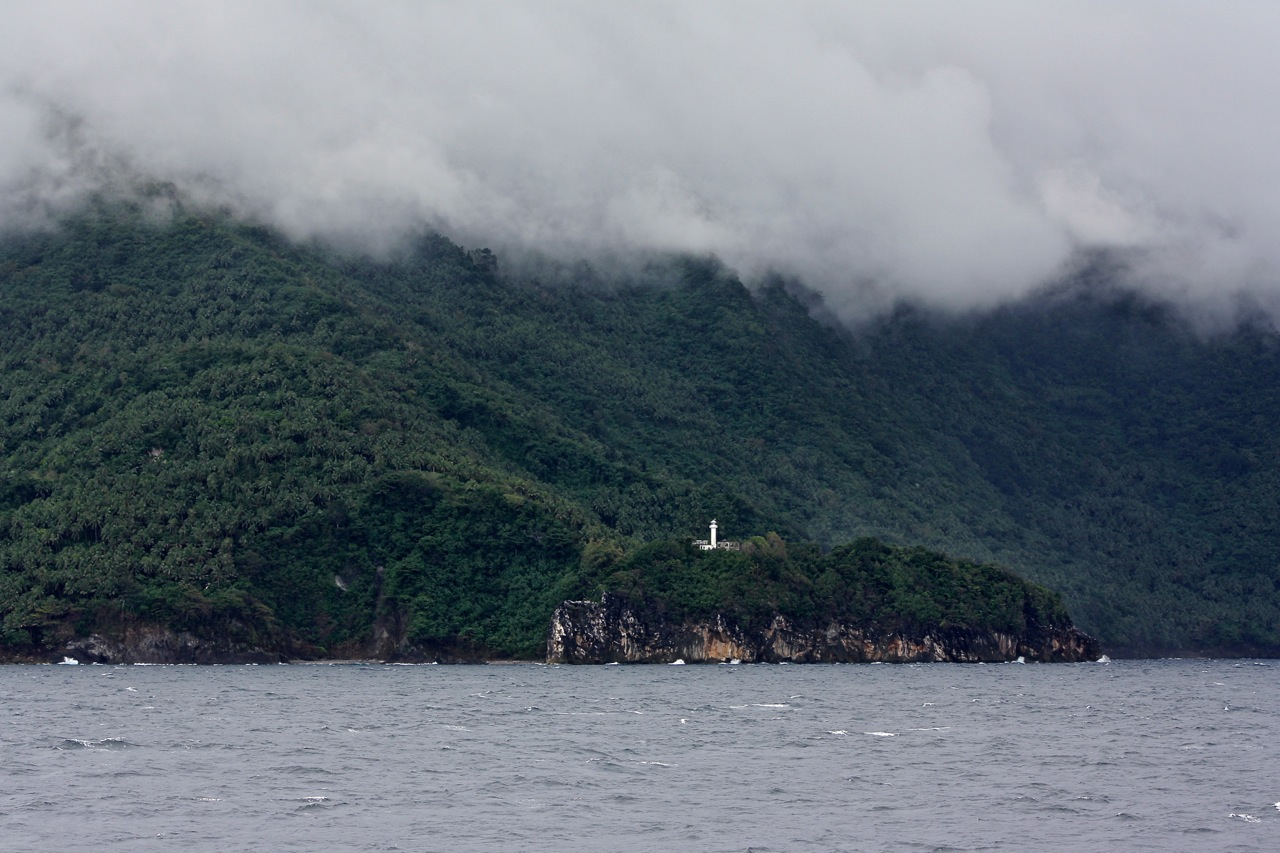
Le phare vu du large.
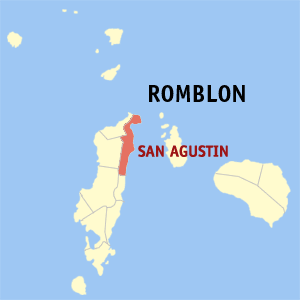
Localisation de San Agustin.